# FlashFXP
FlashFXP — це комерційний FTP-клієнт із простим графічним інтерфейсом Windows. FlashFXP підтримує передачу як клієнт-сервер, так і сервер-сервер (FXP), на додаток до SCP / SFTP.

## Можливості
- Підтримка SFTP
- Підтримка IPv6
- Підтримка FTP / FXP
- SSL/TLS (SSCP і CPSV)
- Передача черги
- Налаштування резервного копіювання/відновлення
- Менеджер сайту (з імпортом/експортом XML)
- Кешування FTP для перегляду та постановки в чергу під час передачі або без підключення
- Підтримка проксі та брандмауера
- Віддалене редагування файлів з автоматичним завантаженням під час збереження
- Автоматичне планування передачі файлів із повідомленнями електронною поштою
- Правила передачі файлів на основі розміру та/або дати
- Інтегрований редактор мовного перекладу
- Підтримка MODE Z для потокового стиснення на льоту.
- Локалізація багатьма мовами[3]